# John Middleton
John Middleton (n. 21 iunie 1906, Coventry, Anglia, Regatul Unit al Marii Britanii și Irlandei – d. 24 ianuarie 1991, Bromsgrove, Anglia, Regatul Unit) a fost un ciclist de performanță britanic, medaliat olimpic. A participat la o ediție a Jocurilor Olimpice (1928) în care a câștigat o medalie de argint.

## Participări
Lista de mai jos prezintă principalele competiții la care a participat John Middleton de-a lungul carierei.
- cycling at the 1928 Summer Olympics – men's team road race[*]